# PictureBox (провайдер відео на вимогу)
PictureBox (Universal PictureBox) — торгова марка компанії NBCUniversal, під якою початково діяв сервіс відео на вимогу, а після перезапуску розповсюджувався відеоконтент компанії з російськомовним дубляжем на сторонні платформи в Україні/СНД.
Сервіс PictureBox почав діяти 2006 року як надавач послуг OTT/ВНВ компанії NBCUniversal для Британії, РФ, Польщі, Мексики тощо. 2019 року, через прийдешній запуск ВНВ-сервісу NBCUniversal Peacock, компанія NBCUniversal закрила всі міжнародні підрозділи PictureBox окрім підрозділу PictureBox Russia для Росії/СНД.

## Історія

### Міжнародний сервіс

Логотип з 2006 по 2016 рік

Сервіс почав діяти у вересні 2006 року як надавач послуг OTT/ВНВ компанії NBCUniversal для Британії/Ірландії. 2009 року компанія розширила мережу ВНВ-сервісів яким надається доступ до контенту NBCUniversal, додавши Virgin Media TV (а ще раніше компанія вже почала надавати свій контент британським ВНВ-сервісам BT Vision та Freeview). У березні 2011 року PictureBox запустив «онлайн програвач» Великої Британії/Ірландії. У 2013 році був перезапущений Drupal як NBC PictureBox Films. Згодом у 2014 PictureBox почав надавати доступ до контенту NBCUniversal також і британському ВНВ-сервісу TalkTalk TV.

Логотип з 2016 по 2019 рік

У 2008 році корпорація NBCUniversal повідомила що планує розширити географію свого сервісу PictureBox поза Великою Британією/Ірландією. Відповідно після 2008 року окрім Великої Британії/Ірландії, PictureBox також почав надавати контент компанії NBCUniversal для ВНВ-сервісам Росії/СНД, Польщі, деяких латиноамериканських країн як наприклад Мексики тощо.

### Переорієнтування
У 2019 року сервіс було перезапущено як Universal PictureBox в якості цифрового дистриб'ютора вироблених Universal Pictures фільмів, та вироблених Universal Television, Universal Cable Productions серіалів, правами на розповсюдження яких володіє NBCUniversal Television Distribution, для VOD-провайдерів Росії/СНД. Початково було заявлено що сервіс покриває Арменію, Азербайджан, Білорусь, Грузію, Казахстан, Киргизстан, Молдову, Таджикистан, Туркменістан, Узбекистан та Україну завдяки співпраці з російськими службами «МТС ТБ», Wink , okko, ivi та Megogo у Росії  та Україні разом з sweet.tv щоб покривати російськомовний регіон, де не планувалося запускати Peacock.
У зв'язку з Російським вторгненням в Україну Megogo відкликала ліцензію на використання торгових марок та ліцензованого контенту у Росії з 1 березня 2022 року. NBCUniversal, як і інші закордонні кіновиробники, офіційно зупинили продаж ліцензій на новинки російським онлайн-кінотеатрам. Аналогічно до інших компаній, подовження ліцензій також припинилося. До контенту з бібліотеки PictureBox на Megogo в описі було додано маркування з терміном, коли перегляд обраних релізів на сервісі стане неможливим. Станом на початок 2023 року більшість телесеріалів з бібліотеки PictureBox недоступні у sweet.tv

## Нотатки
1. ↑  Онлайн-кінотеатр під брендом «МТС ТБ» з 2015 року розвивала телекомунікаційна компанія МТС.
2. ↑  Запущений у 2018 році телекомунікаційною компанією Ростелеком.
3. ↑  На даний момент юридично зареєстрована в 2016 році як товариство з обмеженою відповідальністю «Окко» компанія належить зареєстрованому в Російській Федерації акціонерному товариству «Новые возможности».
4. ↑  Акціонерами заснованого в 2010 році товариства з обмеженою відповідальністю «Иви.ру» є ВТБ, Baring Vostok, RTP Global та Flashpoint.
5. ↑  Російська компанія була окремою юридично зареєстрованою у Російській Федерації як товариство з обмеженою відповідальністю «Мегого» структурою, що розпочала діяльність за франшизою у 2012 році.
6. ↑  Юридично зареєстрована в Україні як товариство з обмеженою відповідальністю «Мегого» у 2012 році.